# Alamor
Alamor (románul: Alămor, németül: Mildenburg, szászul Meldenbrich) falu Romániában, Erdélyben, Szeben megyében. Közigazgatásilag Ladamos községhez tartozik.

## Fekvése
Vízaknától 19 km-re északnyugatra fekszik.

## Története
Történeti névalakjai: Alamor (1319), Olmur (1330), Obnuk (1332), Milunberg (1334), Midenborch (1336), Almor (1388), Almar (1398), Alamar (1407), Mildenberg, Meldenbvrg, Mildenbvrg, Meldenberg (15. század), Mackenberg, Alămor (1854).
Szászok alapították, de szász népessége a 15. századra kihalt. A 16. században református egyháza alakult. 1586-tól román többségű település, a 18. századig jelentős református és unitárius kisnemesi közösséggel. 1643-ban I. Rákóczi György egy oklevele román esperesség székhelyeként említi. 1751-ben országos, 1754-ben hetivásár tartására nyert szabadalmat. Nagybirtokosa 1880-ig a Teleki család volt, akkor itteni birtokukat az Erdélyi Unitárius Egyház vette meg, és bírta egészen az 1922-es földreformig.
Alsó-Fehér vármegye Kisenyedi járásához tartozott. A hegyen álló református templomot mára lebontották.

## Lakossága
- 1785-ben 1006 lakosa volt, közülük 54 nemes. Ugyanazon évben 89, illetve 99 ortodox családfőt számláltak össze. A református egyház összeírása 1766-ban 62, a görögkatolikusoké 1790-ben 364, a római katolikusoké ugyanazon évben 22 lelket talált.[5]
- 1850-ben 1185 lakosából 1032 volt román, 135 magyar és 18 cigány nemzetiségű; 622 görögkatolikus, 427 ortodox, 115 református és 21 római katolikus vallású.
- 1900-ban 1646 főből 1424 román és 216 magyar anyanyelvű; 756 görögkatolikus, 668 ortodox és 196 református vallású. 31%-uk tudott írni-olvasni, a román anyanyelvűek 1%-a beszélt magyarul.
- 2002-ben 954 lakosából 944 volt román és 10 magyar nemzetiségű; 511 ortodox és 431 görögkatolikus.

## Híres emberek
- Itt született 1716-ban, itt élt és itt is halt meg 1772-ben Székely László emlékíró. Bétsi utazásomról című művét 1989-ben Németh S. Katalin adta ki.
- Itt született 1776-ban Ioan Barac költő.